# Juraj Ševčík
Juraj Ševčík (* 1964) je český chemik, v letech 2006 až 2014 děkan Přírodovědecké fakulty Univerzity Palackého (PřF UP).
Vystudoval analytickou chemii na PřF UP. Od roku 1991 na své alma mater pracuje, a to konkrétně na Katedře analytické chemie PřF UP. V letech 1996 až 2001 byl členem fakultního akademického senátu. V roce 1999 se stal členem Americké chemické společnosti. V roce 2002 se stal členem oborové rady svého oboru. V letech 2003 až 2006 působil jako proděkan fakulty a jako člen fakultní Vědecké rady. V roce 2005 byl zvolen děkanem PřF UP, funkce se ujal v roce 2006. Mandát poté obhájil i ve volbách v roce 2009, ve funkci děkana tak skončil po dvou volebních obdobích v roce 2014. V roce 2024 mu byla udělena Cena Vojtěcha Šafaříka.